# Dojenček
Dojenček (tudi dojenec) je otrok od 1. meseca do konca 12. meseca starosti. V starosti do enega meseca otroku pravimo novorojenček. V tej starosti otroka pogosto hranijo z materinim mlekom in zato poimenovanje izhaja iz besede »dojenje«.

## Telesni razvoj
Po treh do petih tednih se telesna teža dojenčka podvoji ter otrok zraste za okoli 15 cm. Ob prvem letu starosti otrok tehta okoli 10 kg, kar ustrezna približno trikratni porodni teži, in je visok okoli 75 cm. Normalne vrednosti sicer niso strogo določene, temveč gre za določen razpon; razpon normalnih vrednosti je tem večji, čim starejši je otrok.
Razmerje dolžine glave in preostalega telesa je okoli 1:4, medtem ko je pri odraslem okoli 1:8. 
Najlažji otrok se je rodil 5. junija 2020 s komaj 340 grami.

## Zobitev
Do zobitve (izraščanja zob) pride pri okoli 6 mesecih, vendar so razlike med otroci velike in znašajo tudi več mesecev. Praviloma najprej izrasteta prva spodnja, nato prva zgornja sekalca, sledita drugi sekalci (dvojke), nato kočniki in naposled še podočnika. Ob starosti enega leta ima otrok okoli 8-10 zob.

## Razvoj govora
V prvih mesecih življenja je dojenčkovo oglašanje omejeno na občasne krike kot izraz nelagodja. Pri okoli 3-4 mesecih začne otrok izgovarjati prve zloge in jih kmalu začne tudi ciljano uporabljati. V tem času se motorika govornega aparata izboljša in ob dopolnjenem enem letu starosti otrok pogosto že lahko izgovarja enostavne dvozložne besede, na primer mama, ata.